# Jan Šołta
Jan Šołta (* 30. Mai 1921 in Parchwitz, Landkreis Liegnitz, Provinz Niederschlesien; † 31. August 2004 in Dresden) war ein sorbischer Historiker und Wirtschaftswissenschaftler. Er war langjähriges Mitglied der Domowina und des Instituts für sorbische Volksforschung.

## Leben
Jan Šołta kam aus einer bäuerlichen Familie. Seine Kindheit verbrachte er zeitweise bei Verwandten im oberlausitzischen Höflein. Seit 1935 besuchte er ein polnisches Privatgymnasium im oberschlesischen Beuthen, seit 1937 ein Gymnasium in Bautzen. 1940 wurde Jan Šołta Soldat.
1945 studierte er kurzzeitig Medizin in Prag, 1946 wurde er Mitarbeiter der wiedergegründeten Domowina, der Dachorganisation der Sorben, und Mitglied der Sozialistischen Einheitspartei Deutschlands (SED). 1947 begann Šołta ein Studium der Rechtswissenschaft in Breslau, studierte danach Wirtschaftswissenschaft in Posen und Geschichte in Leipzig.
1950 wurde Jan Šołta 1. Bezirkssekretär der Domowina. 1954 wurde er stellvertretender Direktor des Instituts für sorbische Volksforschung. Nach der Promotion in Wirtschaftswissenschaften im Jahr 1956 übernahm Šołta wieder seine Funktion in der Domowina. 1958 wurde er erneut stellvertretender Direktor des Instituts für sorbische Volksforschung, später zeitweise dort auch Parteisekretär der SED und seit 1960 Leiter der Abteilung Geschichte des Instituts. 1967 habilitierte er. 1976 gab Jan Šołta die Tätigkeit als stellvertretender Direktor auf, blieb aber Leiter der Abteilung Geschichte. 1986 beendete er dort seine Tätigkeit und ging nach drei Jahren publizistischer Tätigkeit 1989 in den Ruhestand.
Jan Šołta war Mitglied der Historiker-Gesellschaft der DDR und weiterer Kommissionen. Er war Mitherausgeber der sorbischen wissenschaftlichen Zeitschrift Lětopis und Autor und Mitherausgeber einiger Werke zur sorbischen Geschichte, u. a. der vierbändigen Geschichte der Sorben und des biografischen Lexikons Nowy biografiski słownik.